# Apamea illyra
Apamea illyra är en fjärilsart som beskrevs av Freyer 1852. Apamea illyra ingår i släktet Apamea och familjen nattflyn. Inga underarter finns listade i Catalogue of Life.